# Barocchetto
Barocchetto ist die Bezeichnung einer römischen Architekturströmung, die sich in den 1910er und 1920er Jahren entwickelt und vor allem in den beiden römischen Gartenstadtprojekten Città Giardino Aniene und Garbatella niedergeschlagen hat.

## Ursprung
Die römische Architekturströmung des Barocchetto wird entscheidend von dem eine erhaltende Altstadterneuerung im italienischen Städtebau befördernden Ansatz des Ambientismo geprägt. Diese vor allem von dem römischen Architekten und Bauhistoriker Gustavo Giovannoni formulierte städtebauliche Handlungsweise sollte gerade in den von einem reichen Bauererbe charakterisierten italienischen Städten die Auswirkungen einer stark verändernden Stadtplanung abmildern. Durch die von Giovannoni geprägten Gartenstadtprojekte in Rom beeinflusst der Ambientismo die Entwicklung des Barocchetto zu einer Architektursprache ortsbezogen „reflektierter und bauhistorisch informierter“ Stadtplanung. Aufgrund dieser Wechselwirkung können das städtebauliche Konzept des Ambientismo und die architektursprachliche Äußerung des Barocchetto als komplementär angesehen werden.

## Charakterisierung
Im Zuge der nach dem Ersten Weltkrieg auch in der italienischen Architektur verstärkt einsetzenden architektonischen Neuorientierung bildet sich das Barocchetto aus den vielfältigen in der Hauptstadt nach wie vor lebendigen gestalterischen und handwerklichen Traditionen heraus. Den unmittelbaren Anlass bieten die Gartenstadt-Projekte Giovannonis am Monte Sacro (Città Giardino Aniene) und in der Garbatella, für die eine spezifisch römische Architektursprache entwickelt wird, die aus der Vielzahl der anonymen Wohnarchitekturen der Stadt schöpft. Wichtig ist dabei auch die Fähigkeit, den zukünftigen Bewohnern wiedererkennbare und vertraute Bauwerke zu bieten. Durch die damit verbundene Aneignung bestimmter Bereiche der Volkskultur sollen die neuen Bauwerke eine identitätsstiftende Qualität erhalten. Das Barocchetto umfasst somit zum einen die Auffrischung einer in Rom sehr präsenten dekorativen Architektursprache, zum anderen eine bewusst der Vermittlung dienende architektonische Äußerung, die im Rückgriff auf vereinfachte Geometrien des römischen Hochbarock die Ausflüsse von Eklektizismus und Historismus zu bändigen sucht. Durch das Beharren und Wiederbeleben traditioneller Bautechniken bleiben moderne Bautechniken und -materialien tendenziell ausgeschlossen. Die begriffliche Nähe zum Barock leitet sich aus den Beispielen einer „edilizia minore romana sei e settecentesca“ ab.

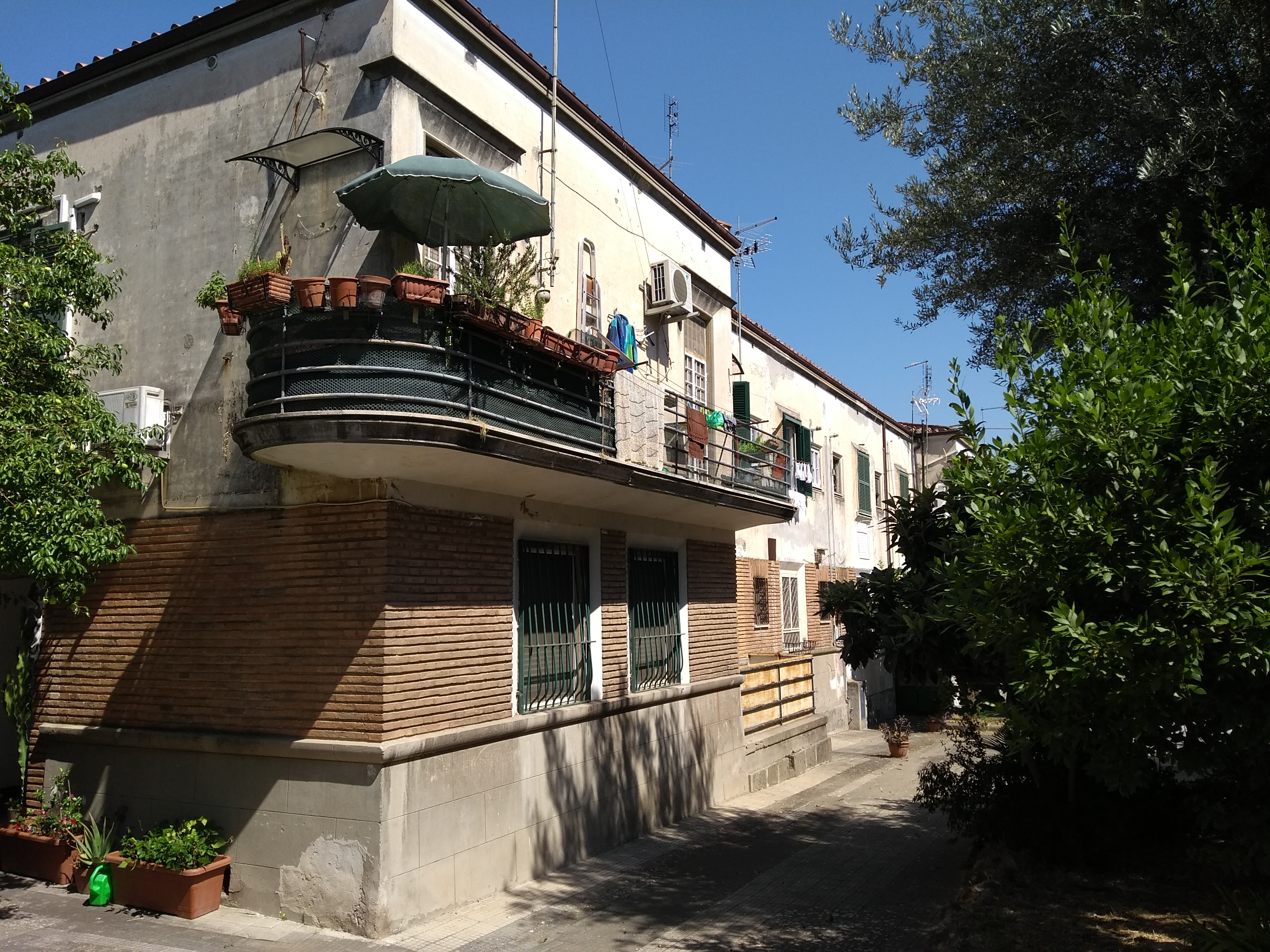
Wohnbebauung in der Garbatella

## Architekturgeschichtliche Einordnung
Paolo Marconi spricht bezüglich des Barocchetto von einem „vernacolo colto“, das er dem „vernacolo rusticano“ der ländlichen Architektur gegenüberstellt. Darin wird deutlich, dass es sich auch um eine Adaption anonymer ländlicher Architektur handelt, die am Übergang von der Stadt zur römischen campagna ein in beide Richtungen vertrautes Stadtbild erzeugen soll. Laut Giorgio Ciucci greift das Barocchetto unterschiedliche Facetten der römischen Baugeschichte sowie Reminiszenzen einer populären Baukunst auf. Es gleicht einem mimetischen Rekurs auf Formen und Strukturen, die mit einem überlieferten Bild des geschichtlichen Roms und seiner Traditionen verbunden werden. Es handelt sich somit um eine Architektursprache, die einfachen und massenweise errichteten Bauwerken architektonische Würde verleihen und zugleich die Sehnsucht nach einem arkadischen Rom befriedigen kann. Formal drückt sich das Barocchetto in der Neukonzeption überkommener Gestaltungselemente wie Architrave, Gesimse, Bögen, Sprenggiebel, Nischen, Muschelschalen, Obelisken etc. und die Kombination von Ziegel, Travertin und Putz als verkleidende Materialien sowie der Vorliebe für minutiöse Details und die Betonung des Handwerks aus.